# Alexandrino Brochado
Monsenhor Alexandrino Alves Ferreira Brochado (São Pedro da Raimonda, Paços de Ferreira, 8 de outubro de 1920 – Porto, 20 de maio de 2016) foi um sacerdote católico e escritor português responsável pelo programa da Cáritas que, no Pós-Guerra, permitiu a chegada de milhares de crianças austríacas a Portugal. Alexandrino Brochado, inquieto de formação humanista, notabilizou-se ainda ao nível social e cultural, na cidade do Porto e no concelho de Paços de Ferreira.

## Biografia e Família
Alexandrino Brochado nasceu na Casa de Baixo, São Pedro da Raimonda, sendo o mais velho de sete irmãos, filhos e filhas de Joaquim Alves Ferreira e Alcina Ribeiro Pacheco Brochado. Descendia de famílias dos concelhos de Amarante e Paços de Ferreira, Douro Litoral, para as quais a religião e a doutrina da Igreja Católica ocupavam um papel central no quotidiano e formação.
Viveu a sua infância na quinta de seus pais, da qual mais tarde seria proprietário. Estudou depois no Seminário de Vilar na cidade do Porto e foi ordenado presbítero a 17 de Setembro de 1944. Foi professor de Religião e Moral no Liceu Alexandre Herculano no Porto e secretário particular de D. Agostinho de Jesus e Sousa, bispo do Porto entre 1942 e 1952. Foi também fundador da Cáritas Portuguesa e, a partir de 1947, presidente da Cáritas Diocesana do Porto, cargo que ocupava emeritamente à data da sua morte. Em 1953 foi nomeado Reitor da capela das Almas na rua de Santa Catarina na baixa do Porto, emblemático lugar de culto da cidade ao qual dedicou grande parte da sua vida. 
Para além destas actividades, desenvolveu outras iniciativas de cariz social. De entre essas destaca-se a construção, na década de 60, de um conjunto de habitações unifamiliares destinadas a famílias com poucos recursos, na Rua de Parada (1957) e em Soutelinhos (1960), em Raimonda, e a organização e implementação de um ambicioso projeto de apoio e acompanhamento a crianças austríacas afetadas pela Segunda Guerra Mundial. Após o final da Segunda Guerra Mundial, e ao abrigo deste projeto, entre 1947 e 1958, 6000 crianças austríacas encontraram acolhimento temporário em famílias e organizações Portuguesas. Na sua grande maioria essas crianças voltaram ao seu país de origem. Algumas delas foram educadas e viveram toda a sua vida em Portugal. Por este trabalho a República da Áustria condecorou-o com a Grã-Cruz de Cavaleiro de Primeira Classe, em 10 de julho de 1968. Foi agraciado com a distinção de Monsenhor pelo Papa Bento XVI. Faleceu no Porto a 20 de Maio de 2016 com 95 anos.

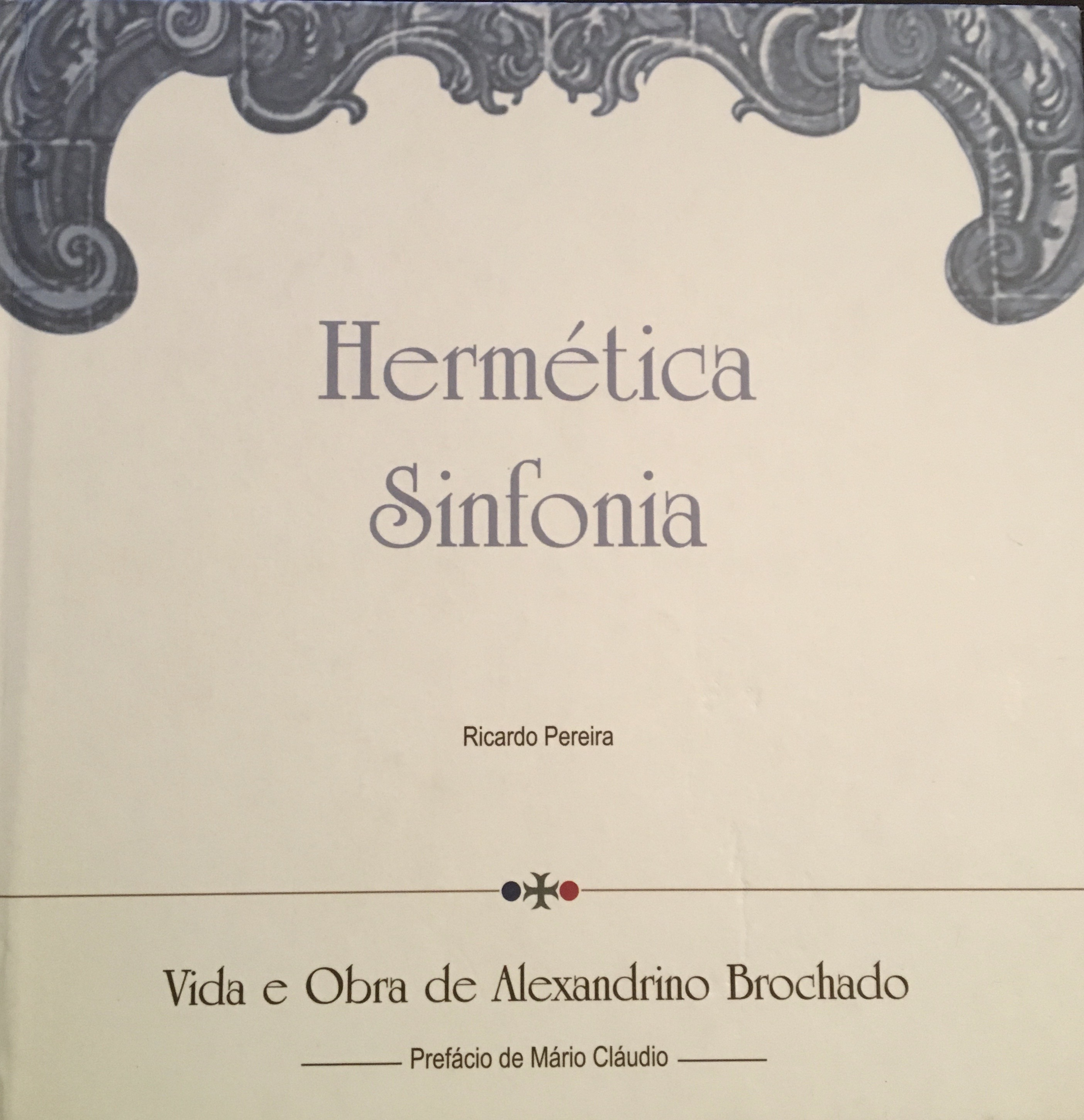
"Hermética Sinfonia, Vida e Obra de Alexandrino Brochado", (trabalho de Ricardo Pereira) recorre um complexo simbólico que respeita os silêncios de um sacerdote cujos feitos foram reconhecidos com a medalha "Grã-Cruz de Oura da República da Áustria".

O Livro "Hermética Sinfonia" (2006) da autoria de Ricardo Pereira e prefaciado por Mário Cláudio, expõe e analisa a sua vida e obra, registando-se os testemunhos de Fernando Oliveira (Consul Honorário da Áustria, no Porto);D. Manuel Martins (Bispo emérito da Diocese de Setúbal); Acácio F. Catarino (Presidente do Conselho Nacional para a Promoção do Voluntariado); Mário Salgueirinho (Escritor e administrador da Fundação Voz Portucalense); Rui Osório (Jornalista e pároco da Foz do Douro); Ludwig Scheidl (Professor Catedrático da Universidade de Coimbra").
A singularidade e importância de Alexandrino Brochado no acolhimento de alguns milhares de crianças austríacas no nosso país, após a II Guerra Mundial, é manifesta em "As «Crianças Caritas», entre a Áustria e Portugal (1947-1958)", de Ana Regina da Silva Pinho, disponível em https://ler.letras.up.pt/uploads/ficheiros/18216.pdf.

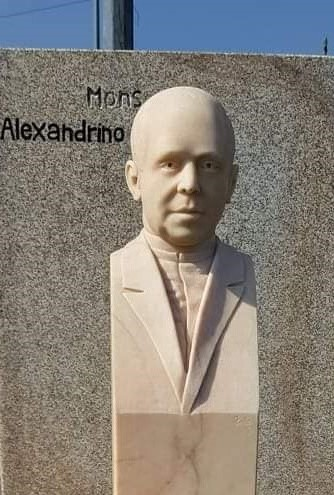
Alexandrino Brochado, um dos responsáveis pelo projeto (CÁRITAS) que, no pós II Guerra Mundial, fez chegar a Portugal mais de 6.000 crianças austríacas.

Alexandrino Brochado é nome de Rua em Raimonda e na sede do concelho de Paços de Ferreira, tendo busto no centro da sua terra natal: Raimonda. 

## Família
Era primo materno em primeiro grau de Idalino Ferreira da Costa Brochado (Costa Brochado), proeminente historiador, escritor, político e "intelectual orgânico" do Estado Novo e do Salazarismo.

## Condecorações e distinções
- Grã-Cruz de Cavaleiro de Primeira Classe da República da Austria em 1968.
- Medalha de Mérito Municipal Grau Ouro do Município de Paços de Ferreira.
- Medalha de Mérito Municipal Grau Prata pela Câmara Municipal do Porto.
- Medalha de Generosidade pela Associação dos Bombeiros Voluntários do Porto.

Recebeu também a homenagem de outras instituições entre as quais a Cáritas Portuguesa, a Associação Juvenil Incentivo à Raimonda, e as Juntas de Freguesia de Paços de Ferreira e de Raimonda que atribuíram o seu nome a vias daquelas localidades.

## Obraspublicadas
Alexandrino Brochado escreveu numerosos artigos em revistas e jornais, e publicou vários livros de entre os quais:
- Dimensão Espiritual de um Poeta : Ensaio Literário sobre António Nobre. Lisboa, 1963.
- Como eu vi homens e factos. Santo Tirso : Fundação António Cupertino de Miranda, 1971.
- Sim e não a muita coisa. Porto, 1972.
- Capela das Almas : Uma joia da azulejaria portuguesa. Porto : Telos, 1985.
- Porto e suas igrejas azulejadas. Porto : Banco Comercial Português, 1990.
- Santa Catarina : história de uma rua. Porto : Telos, 1998.
- D. António Augusto de Castro Meireles : filho ilustre de Lousada. Lousada : Câmara Municipal de Lousada, 1990.
- Pinceladas. Porto : Telos, 2003
- Sintomas. Porto : IACSF, 2004.
- Palavras e sonhos. Porto : IASCSF, 2005.
- Pontos de Vista. Porto : IRCSF, 2007.
- As minhas palavras. Porto : IRCSF, 2009.
- As minhas memórias. Porto : Fundação Voz Portucalense, 2010.
- Categorias Humanas e Valores Cristãos. Porto : Fundação Voz Portucalense, 2013.
- Retalhos do meu pensamento. Porto : Fundação Voz Portucalense, 2015.[6]